# Chris Guccione
Chris Luke Guccione (Melbourne, 1985. július 30. –) ausztrál hivatásos teniszező.
Elsősorban páros versenyeken indul. Eddigi pályafutása során 4 ATP-tornán diadalmaskodott párosban.
Guccione erőssége a hatalmas adogatása, és a rendkívül magas hatásfokú szerva-röpte játéka.
Részt vett a 2008-as nyári olimpián, ahol egyéniben az első fordulóban vereséget szenvedett az amerikai James Blaketől, párosban pedig Lleyton Hewitt oldalán negyeddöntőt játszott, ahol az amerikai Bob Bryan, Mike Bryan testvérpár győzte le őket.

## ATP-döntői

### Egyéni

#### Elvesztett döntői (2)
|   | Dátum            | Torna                                            | Borítás | Ellenfél a döntőben | Eredmény a döntőben |
| 1 | 2007. január 7.  | Next Generation Adelaide International, Adelaide | Kemény  | Novak Đoković       | 3-6, 7-6, 4-6       |
| 2 | 2008. január 12. | Medibank International, Sydney                   | Kemény  | Dmitrij Turszunov   | 6-7, 6-7            |

### Páros

#### Győzelmei (4)
| Összesítés                                            | Összesítés |
| ----------------------------------------------------- | ---------- |
| Grand Slam-torna                                      | (0)        |
| ATP World Tour Masters 1000 / ATP Masters Series      | (0)        |
| ATP World Tour 500 Series / International Series Gold | (0)        |
| ATP World Tour 250 Series / International Series      | (4)        |
| ATP World Tour Finals / Tennis Masters Cup            | (0)        |

| No. | Dátum            | Torna                                          | Borítás | Partner        | Ellenfél a döntőben                     | Eredmény a döntőben    |
| 1.  | 2010. július 11. | Campbell’s Hall of Fame Championships, Newport | Fű      | Carsten Ball   | Santiago González Travis Rettenmaier    | 6–3, 6–4               |
| 2.  | 2014. július 13. | Campbell’s Hall of Fame Championships, Newport | Fű      | Lleyton Hewitt | Jonathan Erlich Rajeev Ram              | 7–5, 6–4               |
| 3.  | 2014. július 20. | Claro Open Colombia, Bogotá                    | Kemény  | Sam Groth      | Nicolas Barrientos Juan Sebastian Cabal | 7–6(5), 6–7(3), [11–9] |
| 4.  | 2015. június 27. | Aegon Open Nottingham, Nottingham              | Fű      | André Sá       | Pablo Cuevas David Marrero              | 6–2, 7–5               |

#### Elveszített döntői (4)
| No. | Dátum                | Torna                                            | Borítás    | Partner       | Ellenfél a döntőben           | Eredmény a döntőben |
| 1.  | 2008. január 6.      | Next Generation Adelaide International, Adelaide | Kemény     | Robert Smeets | Martín García Marcelo Melo    | 3–6, 6–3, [7–10]    |
| 2.  | 2014. szeptember 28. | Shenzhen Open, Sencsen                           | Kemény     | Sam Groth     | Jean-Julien Rojer Horia Tecau | 4–6, 6–7(4)         |
| 3.  | 2014. október 19.    | Kreml Kupa, Moszkva                              | Kemény (f) | Sam Groth     | František Čermák Jiří Veselý  | 6–7(2), 5–7         |
| 4.  | 2015. október 4.     | Shenzhen Open, Sencsen                           | Kemény     | André Sá      | Jonatan Erlich Colin Fleming  | 1–6, 7–6(3), [6–10] |